# Szeroki Potok (dopływ Jasienicy)
Szeroki Potok – potok, prawostronny dopływ Jasienicy o długości 7,39 km.
Potok płynie na północnym skraju Beskidu Śląskiego. Jego źródła leżą na wysokości 700–720 m n.p.m., w głębokim, ku północy otwartym kotle między Wielką Polaną, Przykrą i grzbietem Wysokiego. Spływa w kierunku północnym przez Jaworze, gdzie wpływa do niego największy prawobrzeżny dopływ – Wysoki Potok, po czym w Jasienicy uchodzi do potoku Jasienicy, który wyżej od tego miejsca znany jest pod nazwą "Jasionka". Górna, górska część doliny Szerokiego Potoku nosi nazwę Szalinowej Doliny.